# AEGON Pro Series Edgbaston 2014
L'AEGON Pro Series Edgbaston 2014 è stato un torneo di tennis facente parte della categoria ITF Women's Circuit nell'ambito dell'ITF Women's Circuit 2014. Il torneo si è giocato a Edgbaston in Gran Bretagna dal 31 marzo al 6 aprile 2014 su campi in cemento indoor e aveva un montepremi di $25,000.

## Vincitrici

### Singolare
Çağla Büyükakçay ha battuto in finale  Pauline Parmentier con il punteggio di 6–4, 2–6, 6–2

### Doppio
Jocelyn Rae /  Anna Smith hanno battuto in finale  Magda Linette /  Amra Sadiković 3–6, 7–5, [10–4]